# GNOME
GNOME is een vrije werkomgeving voor besturingssystemen die tot de Unix-familie behoren, zoals Linux en BSD. De naam GNOME werd ooit gecreëerd als acroniem voor GNU Network Object Model Environment, maar tegenwoordig wordt het gebruik van de volledige naam als verouderd beschouwd. GNOME omvat zowel een desktopomgeving als een ontwikkelplatform en kan bijgevolg vergeleken worden met KDE. Het GNOME-project wordt gecoördineerd door de GNOME Foundation.
GNOME probeert gebruiksvriendelijke, eenvoudige en toegankelijke software te maken. Tweemaal per jaar worden nieuwe versies uitgebracht. GNOME krijgt ondersteuning vanuit het bedrijfsleven, onder meer van Red Hat.

## Omschrijving
GNOME bestaat uit twee grote onderdelen. Ten eerste heb je het GNOME-gebruikersplatform. Dit omvat een desktopomgeving, een grafische gebruikersinterface en een aantal applicaties waaronder een webbrowser en tekstverwerker. Het tweede onderdeel is het GNOME-ontwikkelaarsplatform, een verzameling gereedschap om applicaties te schrijven.
De GNOME-omgeving legt de nadruk op simpelheid en bruikbaarheid. Ze baseren zich daarvoor op het KISS-principe. De andere doelen van GNOME zijn:
- Vrijheid - De software door GNOME ontwikkeld moet vrij ter beschikking zijn voor ieder doel, onder een vrijesoftwarelicentie.
- Bruikbaarheid - De software moet voor iedereen bruikbaar zijn, ongeacht de technische vaardigheden of fysische mogelijkheden van de persoon.
- Lokale taal - Door de software beschikbaar te maken in zo veel mogelijk talen wordt de bruikbaarheidsdrempel nog verlaagd. GNOME is volledig beschikbaar in het Nederlands.
- Vriendelijk voor ontwikkelaars - Als software vriendelijk is voor ontwikkelaars, dan krijgt het project meer hulp van buitenaf.

Zoals bij de meeste vrijesoftwareprojecten is het GNOME-project gedecentraliseerd bestuurd. Discussies gebeuren via de mailinglijsten en ontwikkelaars van GNOME komen jaarlijks eenmaal samen in een vergadering gekend onder de naam GUADEC om de huidige toestand te bespreken.
Het GNOME-project bevat een aantal belangrijke onderdelen:
- GNOME Shell – De gebruikersinterface voor de huidige versie van GNOME.
- GSettings – Een systeem om instellingen op te slaan (ter vervanging van GConf).
- GVFS – een virtueel bestandssysteem.
- GNOME Keyring – Een systeem om wachtwoorden veilig te bewaren.
- GNOME Translation Project – Het project achter de vertalingen van GNOME.
- GTK+ – Voornamelijk voor ontwikkelaars. Een verzameling gereedschappen om eenvoudiger grafische applicaties te ontwikkelen. Applicaties ontwikkeld met GTK+ zijn meestal goed geïntegreerd in een GNOME-omgeving, maar GTK+-applicaties werken ook met andere omgevingen zoals KDE, Windows of macOS.
- Human interface guidelines (HIG) – Onderzoek naar optimale gebruikersinterfaces
- LibXML – Een XML-bibliotheek.

## Desktopomgeving
Een desktopomgeving is hetgeen waarmee een gebruiker werkt en wat er zichtbaar is op een computer, waaronder het bestandsbeheer, menu's en diverse toepassingen zoals een webbrowser. Zie ook de onderwerpen over de grafische gebruikersinterface en de desktop.

## Windowmanager
Eerder gebruikte GNOME Enlightenment en daarna Sawfish. Metacity werd geïntroduceerd in versie 2.2, en zat ingebouwd in GNOME tot en met versie 2. Er kunnen echter ook andere windowmanagers gebruikt worden, als die maar (gedeeltelijk) voldoen aan de ICCCM-specificatie die GNOME vereist. Sinds versie 2.4 kan er gekozen worden voor Compiz, waarmee geavanceerde 3D-weergaves mogelijk zijn. Sinds GNOME 3.0 wordt Mutter als windowmanager gebruikt.

## Versiegeschiedenis
Het toekennen van een versie gebeurt steeds volgens een vast stramien: nieuwe -mogelijk onstabiele- versies hebben een oneven subversie, bijv. 3.27. Alle releases met een even subversie worden dus als stabiel aanschouwd. De laatste stabiele versie van GNOME is 3.32; de laatste onstabiele versie is 3.33. Versie 3.34 staat gepland voor 11 september 2019.

### GNOME 3
GNOME 3.0 kwam uit op 6 april 2011. Verschillende distributies als Fedora en OpenSUSE namen de nieuwe versie automatisch mee in hun eerstvolgende uitgave. De codenaam ToPaZ (Three Point Zero - Drie Punt Nul) was al in 2005 bekendgemaakt en was een lange tijd geen echt project, maar slechts een speeltuin om diverse zaken uit te proberen. Pas in 2008 werd bekendgemaakt welke richting GNOME 3.0 zou uitgaan. De laatste 2.x-versie was 2.32. Deze verscheen in september 2010 en bevatte slechts kleine verbeteringen. Voornamelijk veranderingen op het vlak van applicaties aangezien de desktopomgeving zes maanden later gedumpt zou worden om verder te gaan met de ontwikkeling van GNOME 3.

### GNOME 40 en later
GNOME 40 werd uitgebracht op 24 maart 2021. Het is de eerst grote versie-update sinds GNOME 3, waarbij de ontwikkelaars zijn overgestapt naar een nieuw versieschema. Daarbij krijgt iedere 6-maandelijkse release een volledig nieuw versienummer. Het achterliggende idee is dat er minder vaak grote (en brekende) veranderingen doorheen de hele omgeving nodig zijn, en iedere release een incrementele verandering wordt ten opzichte van de vorige.
|         | Augustus 1997  | GNOME-project gestart |
| 1.0     | Maart 1999     | Eerste GNOME-versie |
| 1.2     | Mei 2000       | "Bongo" |
| 1.4     | April 2001     | "Tranquility" |
| GNOME 2 |                | |
| 2.0     | Juni 2002      | Eerste versie die gebruikmaakt van GTK2. Introductie van de Human Interface Guidelines |
| 2.2     | Februari 2003  | Nadruk op multimedia en bestandsbeheer. |
| 2.4     | September 2003 | Epiphany, toegankelijkheid. |
| 2.6     | Maart 2004     | Nautilus wordt een spatial file manager, en een nieuw GTK+ file dialog wordt geïntroduceerd. |
| 2.8     | September 2004 | Nadruk op verwisselbare media, toevoeging Evolution |
| 2.10    | Maart 2005     | Vermindering van geheugengebruik en verbetering van de prestaties, toevoeging van Totem en Sound Juicer. |
| 2.12    | September 2005 | Verbeteringen aan het bestandbeheer en bij knippen/plakken en integratie van freedesktop.org. Toegevoegd: Evince PDF-weergave; Nieuw uiterlijk: ClearLooks; menu-editor; sleutelbosbeheer en hulpmiddelen voor systeembeheer. Op GTK+ 2.8 gebaseerd en bevat Cairo-ondersteuning.                                                            |
| 2.14    | Maart 2006     | Verdere verbetering van de prestaties. Toegevoegd: Ekiga video conferencing; Deskbar zoekhulpmiddel; Pessulus lockdown editor; Snel wisselen van gebruiker (zonder eerst af te melden); Sabayon systeembeheer. |
| 2.16    | September 2006 | Deze release heeft opnieuw veel verbeteringen op het gebied van eye-candy, nieuwe features en is toegankelijker. |
| 2.18    | Maart 2007     | Verbeterde prestaties, verbeteringen aan onder andere Epiphany en power management, 2 nieuwe spelletjes (Sudoku & Schaken). |
| 2.20    | September 2007 | Verbeterde ondersteuning voor 'rechts-naar-links-talen', ondersteuning voor een desktop-zoeker, nieuwe functies in Evolution, Evince, Epiphany en een vereenvoudigde installatie van codecs in Totem. Vereenvoudiging van systeeminstellingen en verbeteringen aan het power management.                                                     |
| 2.22    | Maart 2008     | Toevoeging van Cheese (een webcam-applicatie) en een Remote Desktop Viewer; introductie van het virtuele bestandssysteem GVFS; verbeterde ondersteuning voor het afspelen van dvd's, YouTube- en MythTV-ondersteuning in Totem; ondersteuning voor Google Calendar in Evolution; verbeteringen in Evince, Tomboy Sound Juicer en Calculator. |
| 2.24    | September 2008 | Toevoeging van Empathy (een messaging-applicatie gebaseerd op Telepathy) en een Ekiga 3.0; verdere implementatie van het virtuele bestandssysteem GVFS; verbeterde ondersteuning voor de XDG-specificaties van freedesktop.org; digitale-tv-ondersteuning in Totem.                                                                          |
| 2.26    | Maart 2009     | Verbeteringen betreft file-sharing en de mediaspeler, ondersteuning voor meerdere monitoren en leesapparatuur voor vingerafdruk authenticatie. |
| 2.28    | September 2009 | Toevoeging van de Gnome Bluetooth-module; verbeteringen betreft tijdregistratie, Empathy en Cheese; Epiphany is overgestapt op Webkit als weergavekern. |
| 2.30    | Maart 2010     | Verbeteringen aan Nautilus, Tomboy, Evince e.a. Gedeeltelijke ondersteuning voor iPod and iPod touch. |
| 2.32    | September 2010 | Toevoeging van Rygel en GNOME Color Manager. |
| GNOME 3 |                | |
| 3.0     | April 2011     | Het GNOME-ontwikkelteam heeft een nieuwe GUI gelanceerd, GNOME Shell. Verder zijn er talloze andere verbeteringen, zoals een nieuw notificatiesysteem. |
| 3.2     | September 2011 | Ondersteuning voor synchronisatie met online accounts. Toevoegen van een adresboek |
| 3.4     | Maart 2012     | Veel GNOME-applicaties beschikken nu over een eenvoudigere interface. |
| 3.6     | September 2012 | Een verbeterde interface voor de "Activities Overview". Een nieuw vergrendelscherm. Notificaties hebben een nieuwe lay-out en zijn gemakkelijker om te gebruiken. Toevoeging van 2 nieuwe applicaties: Boxes (beheer van virtuele machines) en Clocks (beheer van alarmen, timers e.a.).                                                     |
| 3.8     | Maart 2013     | Toevoegen van een "Classic mode" om de traditionele desktop-interface na te bootsen. Toevoeging van een nieuwe applicatie: GNOME Weather. |
| 3.10    | September 2013 | Toevoeging van een reeks nieuwe standaard-applicaties: GNOME Maps, GNOME Notes, GNOME Music en GNOME Photos. |
| 3.12    | Maart 2014     | De ondersteuning voor Wayland is stabiel genoeg om als preview in te stellen. |
| 3.14    | September 2014 | Ondersteuning voor touchscreen. |
| 3.16    | Maart 2015     | Scrollbars krijgen een nieuwe look. Meer verbeteringen voor Wayland-ondersteuning. |
| 3.18    | September 2015 | Google Drive-integratie van GNOME Files. GNOME Software krijgt ondersteuning voor firmware-updates. Toegevoegde applicaties: GNOME Calendar en GNOME Character Map. |
| 3.20    | Maart 2016     | GNOME Software krijgt ondersteuning voor updates van het besturingssysteem. Ondersteuning toegevoegd voor het tonen van shortcuts. |
| 3.22    | September 2016 | Wayland staat standaard ingesteld als display server. Uitgebreide ondersteuning voor Flatpak. |
| 3.24    | Maart 2017     | Toevoegen van "Night Light": geeft bij valavond het scherm een rode tint. Dit zou minder vermoeiend zijn voor de ogen en minder effect hebben op het slaapritme. |
| 3.26    | September 2017 | Een nieuwe interface voor GNOME Settings en volledige ondersteuning voor emoji. |
| 3.28    | Maart 2018     | Een nieuw virtueel toetsenbord en een nieuwe applicatie: GNOME Usage. |
| 3.30    | September 2018 | |
| 3.32    | Maart 2019     | |
| 3.34    | September 2019 | |
| 3.36    | Maart 2020     | |
| 3.38    | September 2020 | |
| 40      | Maart 2021     | |
| 41      | September 2021 | |
| 42      | Maart 2022     | |
| 43      | September 2022 | |
| 44      | Maart 2023     | |
| 45      | September 2023 | |
| 46      | Maart 2024     | |
| 47      | September 2024 | |